# Pimentel (Maranhão)
Pimentel é um distrito do município brasileiro de Pindaré-Mirim, no interior do estado do Maranhão.
Após a Grande Seca de 1877, o governo provincial do Maranhão sob a administração de Graciliano Prado Pimentel estabeleceu, em 1878, seis núcleos coloniais com migrantes cearenses: Prado e Amélia (rio Gurupi, na divisa com o Pará), Santa Teresa (em Alcântara), Flores (rio Mearim), Mata dos Bois (rio Grajaú) e Pimentel (Alto Pindaré), o que envolveu cerca de 3.180 pessoas.
Por volta de 1880, com o desenvolvimento das plantações de cana-de-açúcar na área, foi instalado um moderno engenho de cana movido a energia elétrica, no terreno da antiga colônia de São Pedro, criada em 1940 e habitada pelos guajajaras, a qual ganhou o nome de Vila de Engenho Central.
Com o crescimento econômico, muitas pessoas se mudaram para Pindaré-Mirim, subindo o rio Pindaré em busca de novas oportunidades de agricultura e de comércio com os índios guajajara. Assim, a Colônia Pimentel foi crescendo e se consolidando como o maior povoado a montante de Pindaré-Mirim, e passou a ser a base de apoio para os regatões que subiam o Pindaré para negociar com os Tenetehara, especialmente farinha de mandioca e óleo de copaíba. Mas também foram registrados conflitos.
Colônia Pimentel se manteve como ponto de conexão até meados da década de 1950, quando novos povoados, como Santa Luz e Tufilândia passaram a ter maior influência que ela.

## Distrito
Pela lei estadual nº 269, de 31-12-1948, foram criados os distritos de Aterrado e Pimentel e anexados ao município de Pindaré Mirim. Posteriormente o distrito de Aterrado foi anexado ao distrito sede do município de Santo Antônio dos Lopes.
No distrito de Pimentel, estão localizados Colônia Pimentel, Alto da Cruz, Morada Nova, Palmeiral, Mucuri, Bambu, Lajes, dentre outras localidades.